# Hosahalli, Krishnarajpet
Hosahalli là một làng thuộc tehsil Krishnarajpet, huyện Mandya, bang Karnataka, Ấn Độ.